# Arnulf III. (Flandern)
Arnulf III. der Unglückliche (* 1055; † 22. Februar 1071 bei Cassel) war ein Graf von Flandern und als Arnulf I. ein Graf von Hennegau. Er war der älteste Sohn des Grafen Balduin VI. von Flandern und der Gräfin Richilde vom Hennegau.
Arnulf folgte 1070 seinem verstorbenen Vater in beiden Grafschaften nach, allerdings war er noch zu jung um selbst zu regieren, weshalb seine Mutter die Regentschaft übernahm. Dies nutzte sein Onkel Robert der Friese aus, um die Macht zu übernehmen. In der entscheidenden Schlacht von Cassel (22. Februar 1071) kämpfte Arnulf trotz seines jugendlichen Alters mit und wurde getötet.
Flandern fiel an den siegreichen Robert den Friesen, während der Hennegau von Richilde für ihren zweiten Sohn Balduin II. gesichert werden konnte.
| Vorgänger               | Amt                         | Nachfolger           |
| ----------------------- | --------------------------- | -------------------- |
| Balduin VI./I. der Gute | Graf von Flandern 1070–1071 | Robert I. der Friese |
| Balduin VI./I. der Gute | Graf von Hennegau 1070–1071 | Balduin II.          |

| Personendaten    | Personendaten                                                             |
| ---------------- | ------------------------------------------------------------------------- |
| NAME             | Arnulf III.                                                               |
| ALTERNATIVNAMEN  | Arnulf III. von Flandern; Arnulf I. von Hennegau; Arnulf der Unglückliche |
| KURZBESCHREIBUNG | Graf von Flandern (1070–1071); Graf von Hennegau (1070–1071)              |
| GEBURTSDATUM     | 1055                                                                      |
| STERBEDATUM      | 22. Februar 1071                                                          |
| STERBEORT        | bei Cassel, Frankreich                                                    |